# Kalí Vrýsi (Dráma)
Kalí Vrýsi, en grec moderne : Καλή Βρύση, est un village du dème de Prosotsáni, district régional de Dráma, en Macédoine-Orientale-et-Thrace, Grèce.
Selon le recensement de 2021, la population du village compte 555 habitants.